# باشگاه فوتبال رئال بتیس
باشگاه فوتبال رئال بتیس باشگاه فوتبالی است که در شهر سویا کشور اسپانیا قرار دارد. این باشگاه که در سال ۱۹۰۷ تأسیس شده است. ورزشگاه این تیم بنیتو ویامارین نام دارد و ۶۰٬۷۲۰ نفر ظرفیت دارد. این تیم پیراهن سبز و سفید رنگ بر تن می‌کند.
این باشگاه سابقه یک قهرمانی در لالیگا را در کارنامه دارد.

## تاریخچه
نام «بتیس» از Baetis گرفته شده است که نام رومی رودخانه گوادالکیبیر است که از شهر سویا عبور می‌کند و نام یکی از استانهای روم در آن منطقه بود. پیشوند رئال در سال ۱۹۱۴ پس از حمایت این باشگاه از پادشاه آلفونسو سیزدهم اضافه شد.

### تأسیس

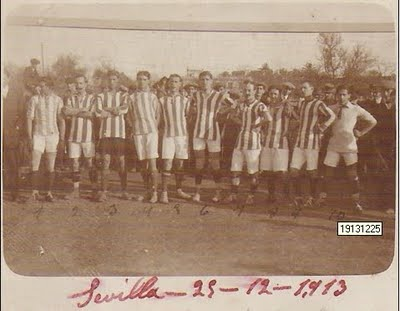
رئال بتیس، ۲۵ دسامبر ۱۹۱۳

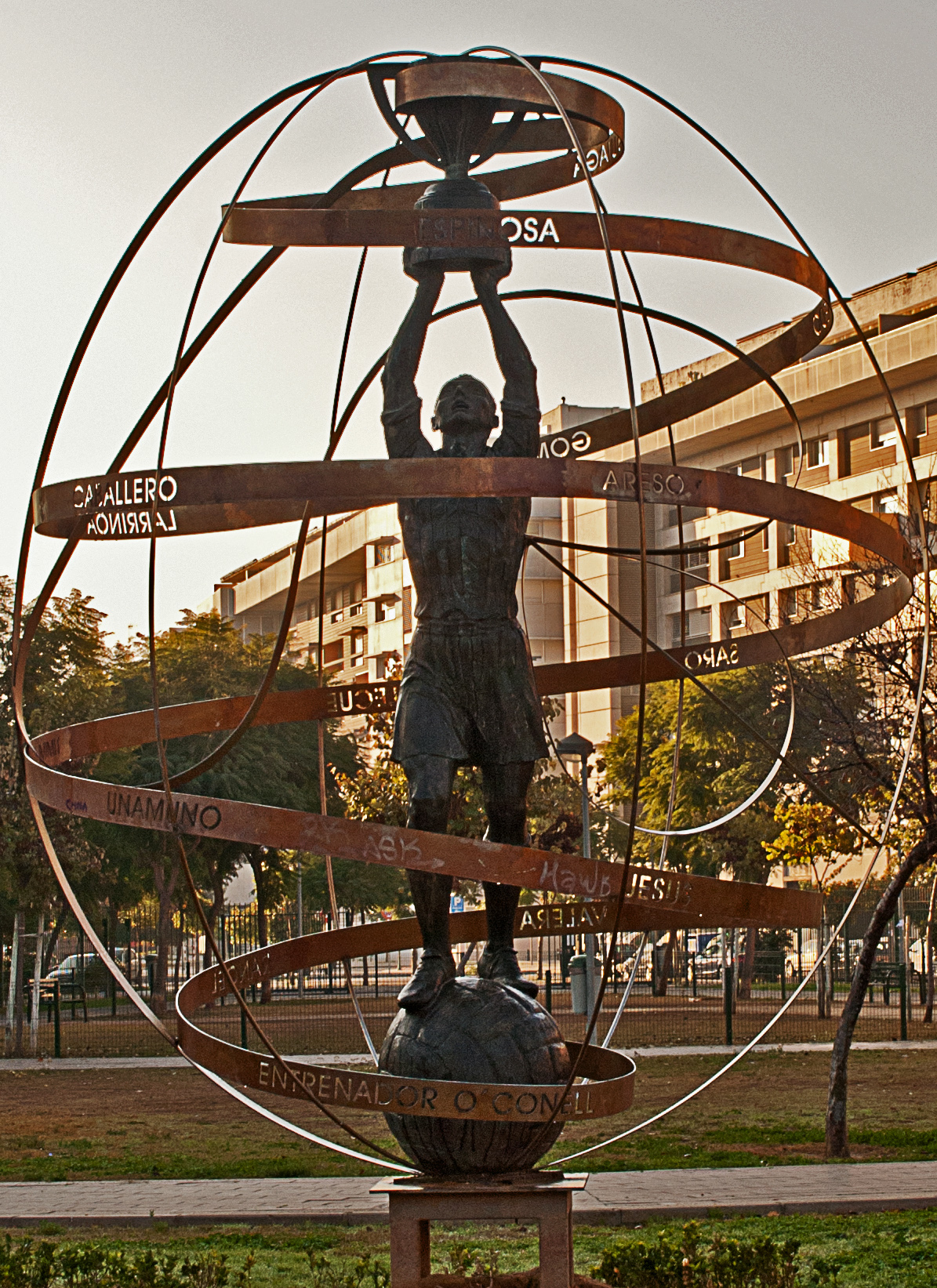
عنوان قهرمانی بتیس در لا لیگا ۳۵–۱۹۳۴ با مجسمه‌ای در شهر سویا گرامی داشته می‌شود.

باشگاه فوتبال سویا نخستین باشگاهی بود که در شهر سویا و در اکتبر ۱۹۰۵ تأسیس شد، در حالی که دومین باشگاه این شهر، سویا بالومپیه در سپتامبر ۱۹۰۷، توسط دانشجویان آکادمی پلی تکنیک محلی تأسیس شد و قبل از به رسمیت شناخته شدن در سال ۱۹۰۹ به مدت دو سال در حال فعالیت بود. با وجود این، سال ۱۹۰۷ به عنوان تاریخ رسمی تأسیس این باشگاه شناخته می‌شود.
به دنبال جدایی داخلی از سویا، باشگاه دیگری با نام باشگاه فوتبال بتیس تشکیل شد که در سال ۱۹۱۴ با سویا بالومپیه ادغام شد. این باشگاه در همان سال حمایت سلطنتی خود را دریافت کرد و به همین دلیل نام رئال بتیس بالومپیه (Real Betis Balompié) را به خود اختصاص داد. هواداران همچنان از این باشگاه با عنوان بالومپیه یاد می‌کردند و خود را به عنوان Los Balompedistas می‌شناختند تا آنکه در دهه ۱۹۳۰، بتیس و صفت بتیکوس (Béticos) هنگام بحث دربارهٔ باشگاه و پیروانش به اصطلاحات رایج تبدیل شدند.
رئال بتیس در حال حاضر پیراهن سبز و سفید به تن می‌کند اما در ابتدا با پیراهن‌های یک‌دست آبی و شورت سفید بازی می‌کرد که دلیل دیگری غیر از دسترسی آسان به چنین رنگ‌های ساده ای برای انتخاب این رنگ وجود ندارد. راموس آسنسیو - یکی از بنیانگذاران و کاپیتان تیم - با کمک روابط خود در اسکاتلند توانست با تیم سلتیک تماس بگیرد و همان پارچه ای را که برای ساخت نوارهای سبز معروف این باشگاه استفاده می‌شد را تأمین کند. با این وجود در وب سایت رسمی این باشگاه هیچ اشاره ای به سلتیک یا اسکاتلند در تاریخ بتیس نشده است. پس از دریافت موفقیت‌آمیز مواد لازم، مانوئل با تغییر خطوط سبز و سفید به خطوط عمودی، نوارها را درست کرد - چیزی که در آن زمان در اسپانیا کاملاً سابقه نداشت. این حرکتی بود که در نهایت بتیسی را به وجود آورد که امروزه شاهد آن هستیم.

### دهه ۱۹۳۰: صعود، قهرمانی و سقوط
در دوران جمهوری دوم اسپانیا (۱۹۳۹–۱۹۳۱)، حمایت سلطنتی از همه سازمانها و تشکیلات لغو شد، و به این ترتیب این باشگاه به عنوان بتیس بالومپیه (Betis Balompié) شناخته می‌شد تا اینکه پس از جنگ داخلی اسپانیا دوباره به نام کامل خود بازگشت. این باشگاه برای اولین بار در ۲۱ ژوئن ۱۹۳۱ به فینال کوپا دل پرزیدنتلا د لا رپوبلیکا به میزبانی مادرید راه یافت، که با نتیجه ۳–۱ به اتلتیک بیلبائو باخت. بتیس در فصل ۳۲–۱۹۳۱ با دو امتیاز بالاتر از رئال اویدو در رده نخست جدول قرار گرفت و ۲۵ سالگی خود را با کسب اولین عنوان قهرمانی در دسته سگوندا دیویسیون جشن گرفت و در پی آن به اولین باشگاهی از اندلس مبدل شد که در لا لیگا بازی می‌کند.
در ۲۸ آوریل ۱۹۳۵ و با هدایت مربی ایرلندی پاتریک اوکانل، بتیس قهرمان لا لیگا شد که تا به امروز تنها عنوان قهرمانی آنها در لیگ دسته اول فوتبال اسپانیا بوده است. آنها با یک امتیاز بالاتر از رئال مادرید صدرنشین جدول لیگ شدند. یک سال پس از آن و در فصل ۳۶–۱۹۳۵ بتیس به رتبه هفتم سقوط کرد که از دلایل آن می‌توان فروپاشی ترکیب تیم قهرمان به دلیل اوضاع اقتصادی نامناسب باشگاه و شروع جنگ داخلی اشاره کرد، تا آنجا که تنها ۱۵ ماه پس از کسب عنوان قهرمانی در لیگ فقط دو بازیکن از ترکیب تیم قهرمان سال ۱۹۳۵ در تیم باقی مانده بودند: پرال و سارو. در طول جنگ داخلی بین سالهای ۱۹۳۶ و ۱۹۳۹ هیچ لیگ رسمی برگزار نشد، اما با از سرگیری لیگ در فصل ۴۰–۱۹۳۹، دقیقاً ۵ سال پس از کسب عنوان قهرمانی باشگاه، بتیس به دسته دوم سقوط کرد.

### تاریکترین دوران
علیرغم بازگشت کوتاه مدت به لیگ برتر که فقط یک فصل به طول انجامید، این باشگاه همچنان رو به زوال بود و در سال ۱۹۴۷ با سقوط به ترسرا دیویسیون، به بدترین دوران خود رسید. بسیاری از هواداران ده سالی را که در این دسته گذراندند، کلیدی برای «هویت» و «روح» باشگاه می‌دانند. در طول این دوران، بتیس به دلیل پر شدن ورزشگاه خود در بازی‌های خانگی و داشتن حمایت گسترده در مسابقات خارج از خانه، به «مارش سبز» شهرت پیدا کرد.
وقتی این تیم در سال ۱۹۵۴ به سطح دوم فوتبال اسپانیا بازگشت، به تنها باشگاهی در اسپانیا تبدیل شد که عنوان قهرمانی در هر سه دسته برتر فوتبال اسپانیا را به دست آورده است. عامل اصلی در گذر بتیس از این دوره تاریک و بازگشت به سگوندا را می‌توان رئیس آن، مانوئل روئیز رودریگز دانست.

### بنیتو ویامارین
در سال ۱۹۵۵، مانوئل روئیز رودریگز از مدیریت باشگاه کنار رفت و معتقد بود که نمی‌تواند رشد اقتصادی بیشتری ایجاد کند و به این ترتیب بنیتو ویامارین معروف‌ترین رئیس سابق بتیس جایگزین وی شد. در زمان ریاست او بتیس در فصل ۵۹–۱۹۵۸ به لیگ برتر بازگشت و در پایان فصل ۶۴–۱۹۶۳ جایگاه سوم جدول را به خود اختصاص داد. خرید ورزشگاه هلیوپولیس توسط او در سال ۱۹۶۱ نقطه عطفی در تاریخ باشگاه محسوب می‌شود. این ورزشگاه تا سال ۱۹۹۷ بنیتو ویامارین نامیده می‌شد. در سال ۱۹۶۵، ویامارین پس از ده سال هدایت باشگاه، از سمت خود کنار رفت.
تنها یک سال پس از جدایی ویامارین، این باشگاه دوباره به دسته دوم سقوط کرد و پس از آن تقریباً به شکل متوالی صعود و سقوط به دسته بالاتر و پایین‌تر را تجربه کرد تا آنکه توانست جایگاه خود را در دسته برتر فوتبال اسپانیا در فصل ۷۵–۱۹۷۴ تثبیت کند.

### نخستین قهرمانی در کوپا دل ری و راهیابی به اروپا

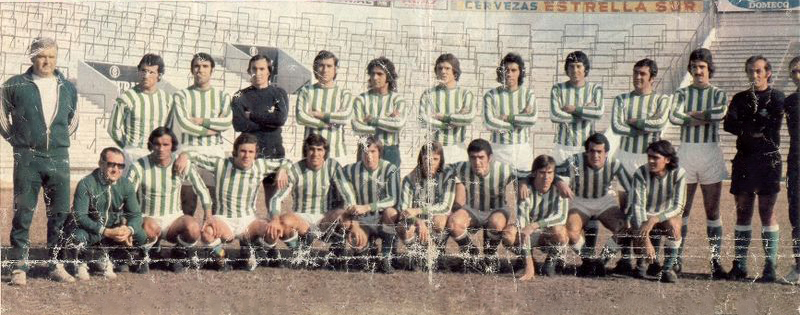
رئال بتیس ۱۹۷۴/۷۵

در ۲۵ ژوئن ۱۹۷۷، بتیس در فینال کوپا دل ری و به میزبانی ورزشگاه ویسنته کالدرون به مصاف دیگر فینالیست این رقابت اتلتیک بیلبائو رفت. این بازی در وقت‌های معمول با نتیجه ۲–۲ به پایان رسید و در ضربات پنالتی، پس از ۲۱ ضربه، بتیس با نتیجه ۸–۷ پیروز شد. در کنار آن کسب مقام پنجم در لیگ، یک فصل خوب را برای بتیس رقم زد.
پس از آن پیروزی، بتیس در جام برندگان جام اروپا شرکت کرد: پس از حذف میلان با نتیجه ۳–۲ در مرحله اول، این تیم به مرحله یک چهارم نهایی رسید، جایی که آنها به دینامو مسکو باختند. این تیم با وجود عملکرد قدرتمند خود در اروپا، از لیگ سقوط کرد.
دو فصل بعد، بتیس به لا لیگا بازگشت که آغازگر «دوران خوبی» برای این باشگاه بود و در سه فصل پیاپی، کار خود را در جمع شش تیم برتر به پایان رساند و همچنین در دو فصل ۱۹۸۲ و ۱۹۸۴ موفق به کسب سهمیه جام یوفا شد.
در تابستان ۱۹۸۲، ورزشگاه بنیتو ویامارین میزبان دو بازی از جام جهانی فوتبال ۱۹۸۲ بود و همچنین شاهد درهم شکستن تیم ملی مالت در برابر اسپانیا در راه صعود به یوفا ۱۹۸۴ با نتیجه ۱۲–۱ بود.

### موفقیت سرا فرر
پس از سه فصل حضور در لیگ دسته دوم، با مربیگری لورنزو سرا فرر، بتیس برای فصل ۹۴–۱۹۹۵ به دسته برتر فوتبال اسپانیا بازگشت و پس از کسب مقام سوم سهمیه حضور در جام یوفا را به دست آورد.

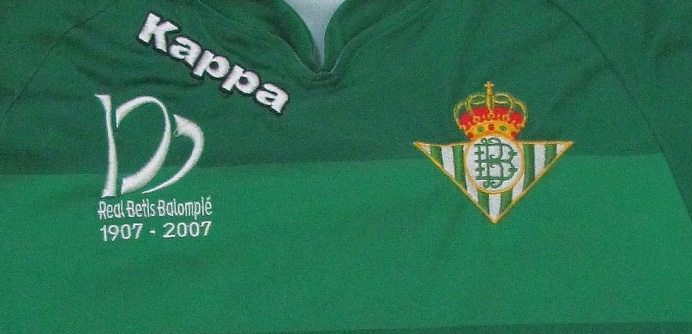
پیراهن‌های بتیس در سال ۲۰۰۷ به مناسبت صد سالگی باشگاه.

در رقابت‌های اروپایی، بتیس قبل از شکست ۳–۲ در فینال برابر بوردو، فنرباغچه را در مجموع ۴–۱ و کایزرسلاترن را ۴–۱ مغلوب کرد. در سال ۱۹۹۷، ۲۰ سال پس از قهرمانی در جام حذفی برای اولین بار، این باشگاه به فینال کوپا دل ری رسید که بار دیگر به میزبانی مادرید و این بار در ورزشگاه سانتیاگو برنابئو برگزار شد که پس از وقت اضافی ۲–۳ مقابل بارسلونا شکست خورد.
اتفاقاً، سرا فرر بتیس را در آن تابستان برای عقد قرارداد با بارسا ترک کرد تا بازیکن سابق بتیس، لوییس آراگونس جایگزین او شود. آراگونس تنها یک فصل با این تیم دوام آورد و تیم را به مقام هشتم در جدول لیگ و یک چهارم نهایی در جام برندگان جام اروپا رساند، جایی که آنها در مجموع ۲ بر ۵ به قهرمان نهایی آن رقابت‌ها، چلسی باختند.
به دنبال آراگونس، دوران مربیگری بحث‌برانگیز خاویر کلمنته آغاز شد، که به یک هوادار تف کرد و تلویحاً گفت که اندلس "یک کشور دیگر است!". بتیس کار خود را در لا لیگا ۹۹–۱۹۹۸ با کسب رتبه یازدهم پایان داد و در جام یوفا توسط بولونیا در دور سوم حذف شد. برای چند فصل بعدی، بتیس سرمربی‌های زیادی را تعویض کرد، سقوط و سپس صعود کرد تا آنکه با هدایت خوانده راموس در لا لیگا ۰۲–۲۰۰۱ ششم شد.
راموس تنها پس از یک فصل از تیم رفت، اما ویکتور فرناندز، که سابقه قهرمانی در جام برندگان جام اروپا را همراه با رئال ساراگوسا داشت، جایگزین وی شد. او در طی دو سال مربیگری خود تیم را به مقام هشتم و نهم در لیگ و دور سوم جام یوفا ۰۳–۲۰۰۲ رساند که در مجموع با نتیجه ۱–۲ توسط اوسر حذف شد.
در سال ۲۰۰۴، با رفتن فرناندز، سرا فرر به این تیم بازگشت که با هدایت او، بتیس به مقام چهارم لیگ برتر دست یافت. آنها همچنین در ۱۱ ژوئن ۲۰۰۵ در فینال کوپا دل ری که با میزبانی ورزشگاه ویسنته کالدرون برگزار شد به مصاف اوساسونا رفتند که پس از تساوی در وقت‌های معمول، با گل دقیقه ۱۱۴ بازیکن جوان خود دانی در وقت‌های اضافه ۲–۱ به پیروزی رسیدند و برای دومین بار جام حذفی را بالای سر بردند.
کسب جایگاه چهارم در پایان فصل ۰۵–۲۰۰۴ به این معنی بود که بتیس به اولین تیم اندلسی تبدیل شد که در لیگ قهرمانان اروپا شرکت می‌کند که پس از حذف موناکو در آخرین مرحله مقدماتی با نتیجه ۳–۲ در مجموع بازی‌های رفت و برگشت، به مرحله گروهی این رقابت‌ها راه یافت. در گروه G، علی‌رغم پیروزی ۱–۰ خانگی مقابل چلسی، سرانجام با ایستادن در جایگاه سوم این گروه راهی جام یوفا ۰۶–۲۰۰۵ شد، که در مرحله یک‌هشتم نهایی پس از تساوی ۰–۰ در خانه حریف و باخت ۰–۳ در خانه مقابل استوا بخارست از دور این مسابقات حذف شد.

### جشن صد سالگی

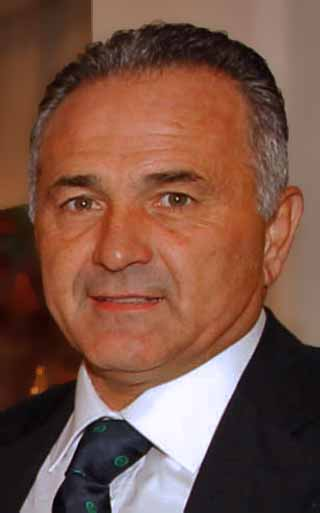
رافائل گوردیو، بازیکن و رئیس بتیس

بتیس صد سالگی خود را در سال ۲۰۰۷ جشن گرفت. این جشن شامل یک مسابقه ویژه برابر میلان، قهرمان اروپا در ۹ اوت بود که به لطف پنالتی اوایل نیمه دوم توسط مارک گونزالز ۱–۰ پیروز شد. هفت روز بعد، این باشگاه جام رامون دِ کارانزا را که در شهر همسایه کادیس برگزار شد، پس از پیروزی برابر رئال مادرید در نیمه نهایی و شکست دادن رئال ساراگوسا در ضربات پنالتی در بازی نهایی بالای سر برد.
پیرامون این جشن، تغییرات زیادی در تیم و کادر فنی رخ داد و هشت خرید جدید انجام شد که جایگزین ۱۴ اخراج شدند. در طول دو فصلی (۰۷–۲۰۰۶ و ۰۸–۲۰۰۷) که شامل یکصد سالگی باشگاه بود، بتیس چهار مربی مختلف را تغییر داد. در طول مسابقات اخیر، این باشگاه ۳۷مین تیم در اروپا از نظر میانگین حضور تماشاگران بود.

### سگوندا دیویسیون
پس از سال‌ها جلوگیری از سقوط، فصل ۰۹–۲۰۰۸ برای بتیس پس از تساوی ۱–۱ مقابل رئال وایادولید در خانه با قرار گرفتن در رده هجدهم جدول پایان گرفت و در نتیجه به لیگ دسته دوم سقوط کرد.
در ۱۵ ژوئن ۲۰۰۹، بیش از ۶۵۰۰۰ هوادار بتیس، از جمله نمادهای این باشگاه مانند رافائل گوردیو، دل سول، هیپولیتو رینکون، خولیو کاردنیوسا و دیگران، با شعار "15-J Yo Voy Betis" به راهپیمایی اعتراضی در سویل پیوستند تا مالک اصلی باشگاه روئیز د لوپرا را ترغیب کنند تا سهم ۵۴ درصدی خود از باشگاه را در بازار عرضه کند تا توسط فردی دیگر، یک نهاد یا طرفداران بتیس خریداری و خود لوپرا از فعالیت‌های روزمره باشگاه حذف شود.
علیرغم این اعتراضات، هیچ تغییری در مدیریت بالایی باشگاه در طول فصل ۱۰–۲۰۰۹ ایجاد نشد، و در نهایت بتیس با کسب مقام چهارم از صعود به لا لیگا ۱۱–۲۰۱۰ بازماند.

### اقدام دادگاه لوپرا و فروش

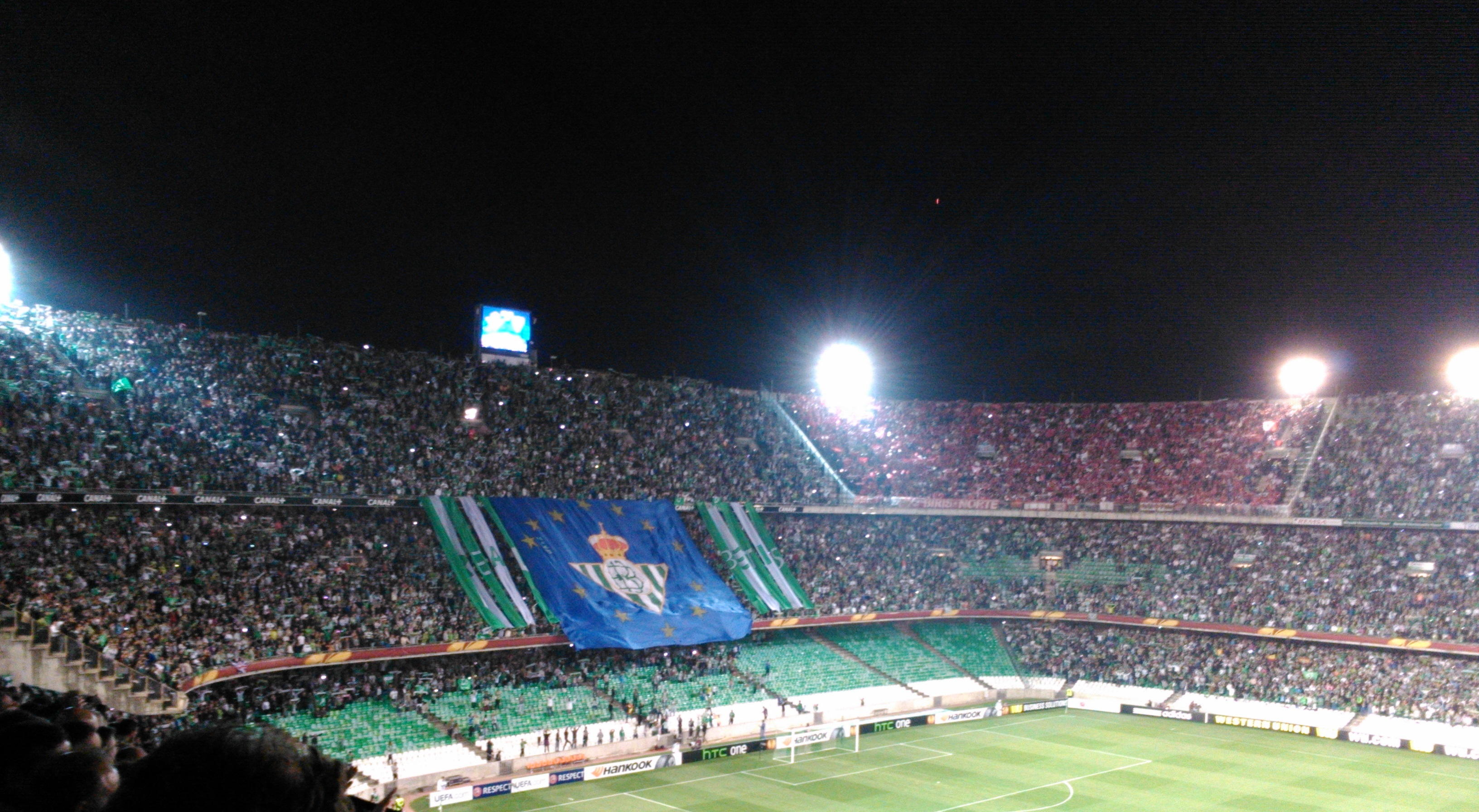
ورزشگاه بنیتو ویامارین

### بازگشت به لا لیگا
بار دیگر تحت هدایت پپه مل، بتیس لا لیگا ۱۲–۲۰۱۱ را با چهار پیروزی در همین تعداد بازی آغاز کرد و روبن کاسترو فرم گلزنی خود را از فصل قبل حفظ کرد و ۲۷ گل به ثمر رساند. بتیس پس از بازگشت به لالیگا در اولین فصل حضور خود سیزدهم شد.
در فصل ۱۳–۲۰۱۲، بتیس در لالیگا هفتم شد و راهی لیگ اروپا ۱۴–۲۰۱۳ شد که اولین صعود اروپایی این باشگاه پس از شرکت در لیگ قهرمانان اروپا ۰۶–۲۰۰۵ بود. این رقابت‌های اروپایی برای بتیس پس از شکست در ضربات پنالتی مقابل رقیب محلیشان سویا، در مرحله یک چهارم نهایی پایان یافت. بتیس در لا لیگا ۱۴–۲۰۱۳، سه بازی مانده به پایان فصل سقوط زودهنگامی داشت اما بلافاصله با تثبیت قهرمانی خود در دو بازی مانده به پایان فصل در سگوندا دیویسیون ۱۵–۲۰۱۴ به لا لیگا بازگشت.

## ورزشگاه

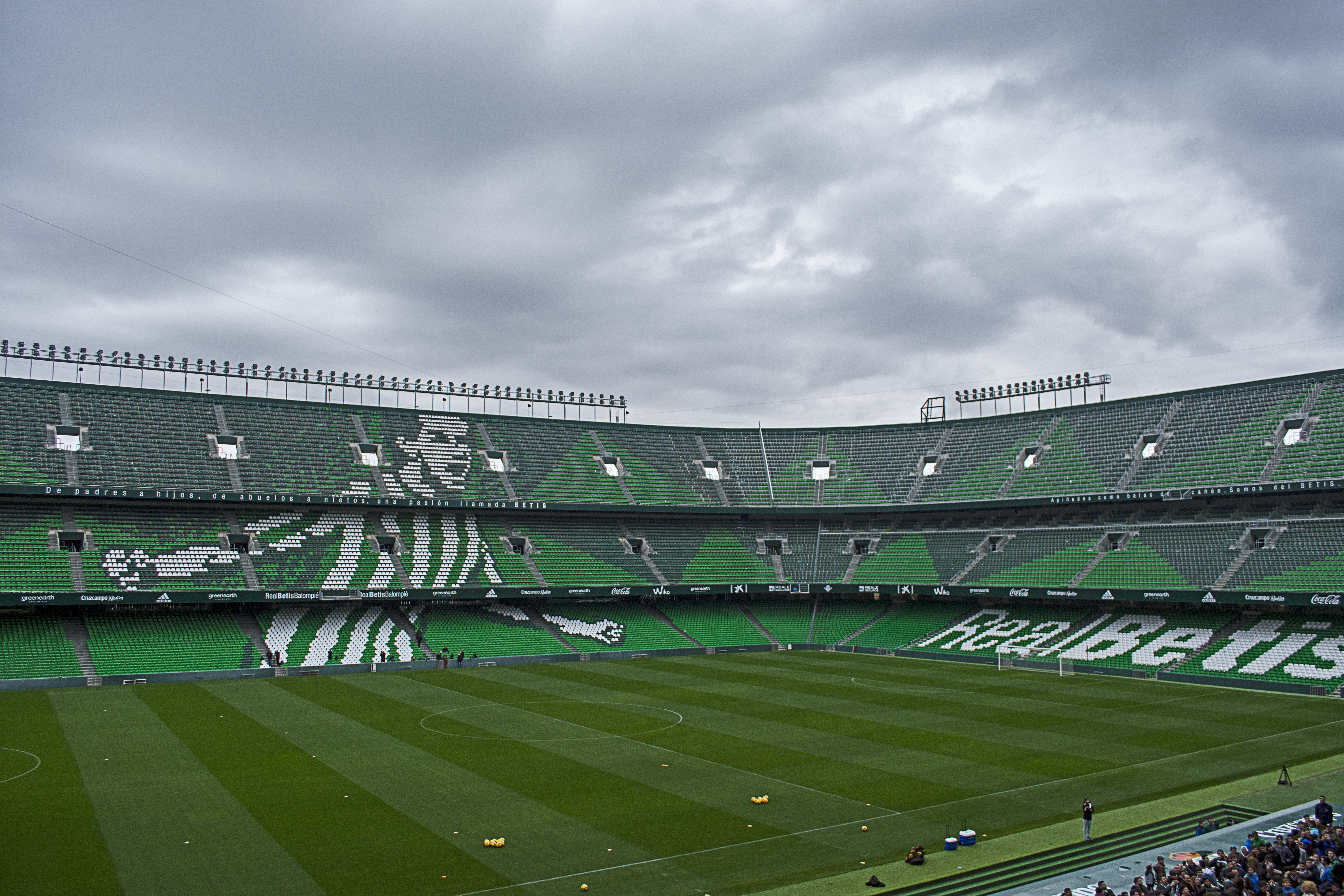
ورزشگاه بنیتو ویامارین

بنیتو ویامارین با ظرفیت ۶۰٬۷۲۰ صندلی ورزشگاه خانگی رئال بتیس است. در طول دهه ۲۰۰۰ میلادی پس از آنکه مالک باشگاه، تصمیم به ساخت یک ورزشگاه جدید بر روی ورزشگاه قدیمی گرفت، این ورزشگاه مانوئل رویز دِ لوپرا (Estadio Manuel Ruiz de Lopera) نامگذاری شد.
با وجود برنامه‌ریزی‌های زیاد، برنامه‌های نوسازی استادیوم دائماً به تعویق می‌افتاد و نیمی از آن بدون تغییر باقی می‌ماند. در ۲۷ اکتبر ۲۰۱۰، پس از تصمیم مسئولان باشگاه، نام ورزشگاه به نام اولیه خود بازگشت.

## رنگ‌ها

### سیر تکاملی

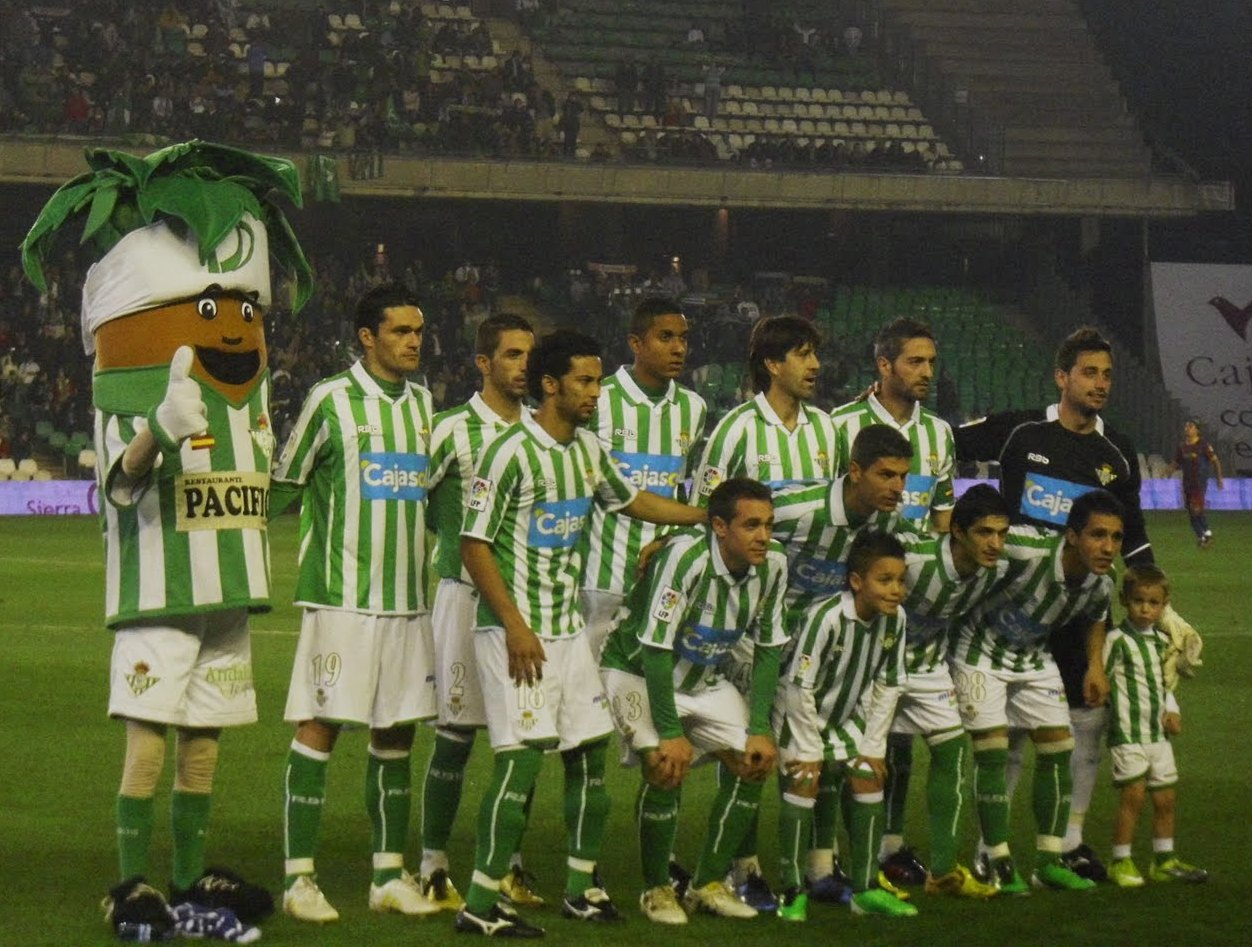
زمانی که یکی از بازیکنان اولیه این باشگاه در اسکاتلند تحصیل می‌کرد از پیراهن‌هایی که سلتیک می‌پوشید، پیراهن‌های راه راه عمودی سبز و سفید بتیس را الهام گرفت.

در سالهای ابتدایی خود، سویا بالومپیه با پیراهن‌های آبی و شورت سفید، که نشان دهنده پیاده‌نظام در آن زمان بود، به میدان می‌رفت. از اواخر سال ۱۹۱۱، این تیم لباسهایی با نوارهای عمودی سبز و سفید را برای خود به کار گرفت که مانوئل آسنسیو راموس، که از کودکی در اسکاتلند تحصیل کرده بود، به تقلید از پیراهن تیم سلتیک از گلاسگو آورد. در ۲۸ فوریه ۲۰۱۷، در سی و هفتمین روز اندلس، رئال بتیس در مصاف با مالاگا، لباسهایی با نوارهای افقی سبز و سفید الهام گرفته از سلتیک پوشید.
زمانی که این تیم در سال ۱۹۱۴ رئال بتیس بالومپیه نام گرفت، از لباس‌های مختلفی استفاده کرد، از جمله: راه راه‌های زرد و سیاه. تی شرت‌های سبز و سپس بازگشت به بالاتنه آبی و شورت سفید. در اواخر دهه ۱۹۲۰، بتیس بار دیگر نوارهای سبز و سفید را تجربه کرد، در این زمان مجمع روندا (۱۹۱۸) متوجه شد که منطقه آندلس این رنگها را به‌طور رسمی پذیرفته است، البته مشخص نیست که این دو موضوع چقدر به هم مرتبط هستند.
از آن زمان، با وجود نسخه‌های مختلف (از جمله راه راه‌های پهن‌تر)، این طرح برای پیراهن بتیس باقی ماند.

## دربی سویا

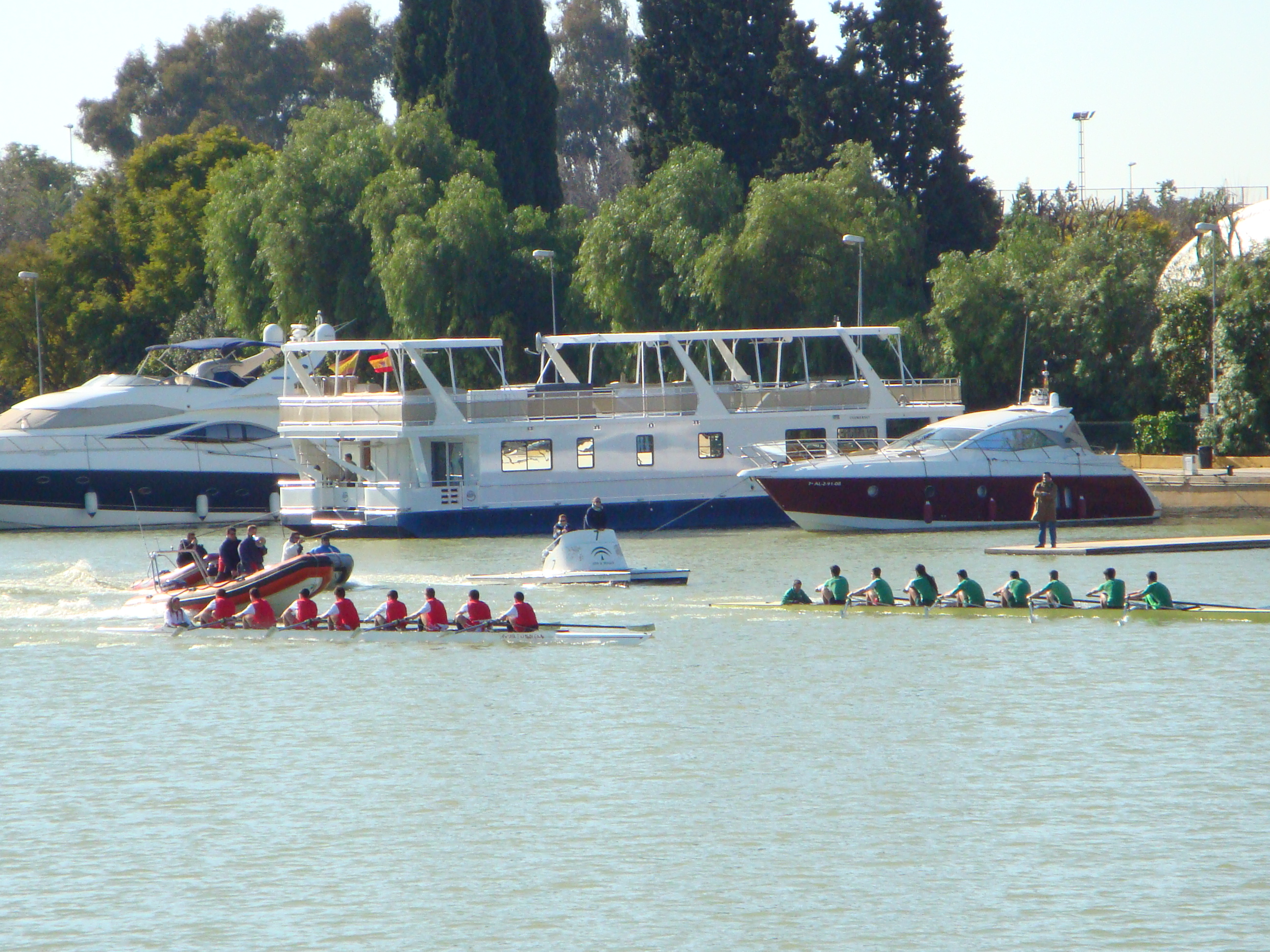
بتیس و رقیبشان سویا در یک مسابقه قایقرانی سالانه در رودخانه گوادالکیبیر نیز شرکت می‌کنند.

بتیس با همشهری خود، سویا رقابتی دیرینه دارد. این دو ۱۱۴ بار در رقابت‌های رسمی به مصاف هم رفته‌اند که سویا در ۴۵٪ و بتیس در ۳۱٪ این رقابت‌ها پیروز بوده است.
اولین مسابقه بین این دو باشگاه در ۸ فوریه ۱۹۱۵ برگزار شد و سویا با نتیجه ۴–۳ به پیروزی رسید. این مسابقه نیمه تمام ماند، چرا که تنش‌های زیاد سبب شد تا تماشاگران به زمین حمله‌ور شوند و داور مجبور به قطع بازی شد.
در سال ۱۹۱۶، اولین کوپا اندلس برگزار شد که این اولین دربی رسمی منطقه سویل بود. از ۱۷ دوره قهرمانی جام، سویا ۱۴ بار پیروز شد، و تنها یک پیروزی برای بتیس ثبت شد. این شامل یک مسیریابی ۲۲–۰ بعد از اعزام تیم جوانان خود در سال ۱۹۱۸ بود.
اولین باری که این دو تیم در قالب بازیهای لیگ به مصاف هم رفتند، در فصل ۲۹–۱۹۲۸ و در دسته سگوندا اتفاق افتاد که هر دو تیم در بازیهای خانگی خود پیروز شدند (۳–۰ و ۲–۱). نخستین دیدار آنها در لیگ برتر اسپانیا در طول فصل ۳۵–۱۹۳۴ رخ داد که با شکست ۰–۳ خانگی سویا و تساوی ۲–۲ در بتیس همراه بود. رئال بتیس در انتهای این فصل اولین و تا به امروز آخرین قهرمانی خود در لا لیگا را جشن گرفت.
در ۱۷ ژانویه ۱۹۴۳، بتیس با نتیجه ۵–۰ در سویا شکست خورد و در نهایت سقوط کرد. در اولین بازی که در ورزشگاه رامون سانچز پیس‌خوان و به تاریخ ۲۱ سپتامبر ۱۹۵۸ برگزار شد، سبز و سفیدها موفق شدند ۴–۲ پیروز شوند.
در سالهای بعد، چندین بازی میان این دو تیم با خشونت همراه بود، از جمله: یک محافظ امنیتی که با عصا توسط یک هوادار سویا مورد حمله قرار گرفت (که دیگر توان راه رفتن نداشت) و در یک مورد دیگر تونی پرتس دروازه‌بان بتیس مورد حمله قرار گرفت و نیز خوان راموس مدیر سویا با یک بطری آب مورد اصابت قرار گرفت؛ حادثه ای دیگر در بازی کوپا دل ری ۲۰۰۷ میان این دو تیم سبب شد تا بازی متوقف شود و سه هفته بعد در ختافه، بدون تماشاگر برگزار شد.
در ۷ فوریه ۲۰۰۹، بتیس در پیس‌خوان ۲–۱ پیروز شد، اما سرانجام از لا لیگا سقوط کرد، در حالی که سویا در جایگاه سوم قرار گرفت.
در تاریخ ۹ نوامبر ۲۰۱۹ بیش از ۱۰٬۰۰۰ هوادار بتیس قبل از آخرین دربی این دو تیم در سال ۲۰۱۹، از تمرین تیمشان بازدید کردند.

### آمار دربی
| تیم  | بازی‌ها | تساوی‌ها | بردها | گ. ز | میزبان | مهمان |
| ---- | ------ | ------- | ----- | ---- | ------ | ----- |
| بتیس | ۸۴     | ۱۸      | ۲۸    | ۱۱۸  | ۱۸     | ۱۰    |
| سویا | ۸۴     | ۱۸      | ۳۸    | ۱۰۱  | ۲۶     | ۱۲    |

| تیم  | بازی‌ها | تساوی‌ها | بردها | میزبان | مهمان |
| ---- | ------ | ------- | ----- | ------ | ----- |
| بتیس | ۱۶     | ۶       | ۴     | ۲      | ۲     |
| سویا | ۱۶     | ۶       | ۶     | ۳      | ۳     |

| تیم  | بازی‌ها | تساوی‌ها | بردها | میزبان | مهمان |
| ---- | ------ | ------- | ----- | ------ | ----- |
| بتیس | ۱۶     | ۵       | ۴     | ۴      | ۰     |
| سویا | ۱۶     | ۵       | ۷     | ۵      | ۲     |

## ترکیب کنونی
تا تاریخ ۲۸ فوریه ۲۰۲۵
| شماره |                       | پست       | بازیکن                          |
| ----- | --------------------- | --------- | ------------------------------- |
| ۲     | اسپانیا               | مدافع     | هکتور بیرین                     |
| ۳     | اسپانیا               | مدافع     | دیگو یورنته                     |
| ۴     | ایالات متحده آمریکا   | هافبک     | جانی کاردوزو                    |
| ۵     | اسپانیا               | مدافع     | مارک بارترا (کاپیتان دوم)       |
| ۶     | برزیل                 | مدافع     | ناتان (قرضی از ناپولی)          |
| ۷     | برزیل                 | مهاجم     | آنتونی (قرضی از منچستر یونایتد) |
| ۹     | آرژانتین              | مهاجم     | ازکیل آویلا                     |
| ۱۰    | مراکش                 | مهاجم     | عبدالصمد الزلزولی               |
| ۱۱    | جمهوری دموکراتیک کنگو | مهاجم     | سدریک باکامبو                   |
| ۱۲    | سوئیس                 | مدافع     | ریکاردو رودریگز                 |
| ۱۳    | اسپانیا               | دروازه‌بان | آدریان                          |
| ۱۴    | پرتغال                | هافبک     | ویلیام کاروالیو                 |

| شماره |          | پست       | بازیکن          |
| ----- | -------- | --------- | --------------- |
| ۱۵    | فرانسه   | مدافع     | رومن پرو        |
| ۱۶    | اسپانیا  | هافبک     | سرخی آلتیمیرا   |
| ۱۸    | اسپانیا  | هافبک     | پابلو فورنالس   |
| ۱۹    | کلمبیا   | مهاجم     | کوچو هرناندز    |
| ۲۰    | آرژانتین | هافبک     | جووانی لو سلسو  |
| ۲۱    | اسپانیا  | هافبک     | مارک روکا       |
| ۲۲    | اسپانیا  | هافبک     | ایسکو (کاپیتان) |
| ۲۳    | سنگال    | مدافع     | یوسف سبلی       |
| ۲۴    | اسپانیا  | مدافع     | ایتور رویبال    |
| ۲۵    | اسپانیا  | دروازه‌بان | فران ویتس       |
| ۳۲    | سنگال    | مدافع     | Nobel Mendy     |
| ۳۶    | اسپانیا  | مهاجم     | Jesús Rodríguez |

## افتخارات
| رقابت‌های رسمی        | رقابت‌های رسمی                                                      | رقابت‌های رسمی |
| رقابت                | عملکرد                                                             | عملکرد |
| رقابت                | قهرمان                                                             | نایب قهرمان |
| -------------------- | ------------------------------------------------------------------ | --- |
| لا لیگا              | (۱): ۳۵–۱۹۳۴                                                       | --- |
| کوپا دل ری           | (۳): ۷۷–۱۹۷۶، ۰۵–۲۰۰۴، ۲۱–۲۰۲۰                                     | (۲): ۱۹۳۱، ۹۷–۱۹۹۶ |
| سگوندا دیویسیون      | (۷): ۳۲–۱۹۳۱، ۴۲–۱۹۴۱، ۵۸–۱۹۵۷، ۷۱–۱۹۷۰، ۷۴–۱۹۷۳، ۱۱–۲۰۱۰، ۱۵–۲۰۱۴ | (۵): ۵۶–۱۹۵۵، ۶۷–۱۹۶۶، ۹۰–۱۹۸۹، ۹۴–۱۹۹۳، ۰۱–۲۰۰۰                                                                         |
| سوپر جام اسپانیا     | ---                                                                | (۱): ۲۰۰۵ |
| ترسرا دیویسیون       | (۱): ۵۴–۱۹۵۳                                                       | --- |
| جام اندلس (منحل شده) | (۱): ۲۸–۱۹۲۷                                                       | (۱۳): ۲۰–۱۹۱۹، ۲۱–۱۹۲۰، ۲۳–۱۹۲۲، ۲۴–۱۹۲۳، ۲۵–۱۹۲۴، ۲۶–۱۹۲۵ ۲۷–۱۹۲۶، ۲۹–۱۹۲۸، ۳۰–۱۹۲۹، ۳۱–۱۹۳۰، ۳۲–۱۹۳۱، ۳۹–۱۹۳۸، ۴۰–۱۹۳۹ |
| لیگ کنفرانس اروپا    | _                                                                  | (۱): ۲۰۲۵_۲۰۲۴ |

## عملکرد حضور در رقابت‌های اروپایی
تا ۲۲ اوت ۲۰۲۰
| رقابت                 | بازی | برد | تساوی | باخت | گ. ز | گ. خ | ت. گل | %برد | منبع     |
| --------------------- | ---- | --- | ----- | ---- | ---- | ---- | ----- | ---- | -------- |
| لیگ قهرمانان اروپا    | ۸    | ۳   | ۲     | ۳    | ۶    | ۹    | —     | ۰۳۸  | UEFA.com |
| جام برندگان جام اروپا | ۱۲   | ۵   | ۳     | ۴    | ۱۵   | ۱۳   | —     | ۰۴۲  | UEFA.com |
| جام یوفا / لیگ اروپا  | ۴۶   | ۲۴  | ۱۰    | ۱۲   | ۶۳   | ۳۸   | —     | ۰۵۲  | UEFA.com |
| مجموع                 | ۶۶   | ۳۲  | ۱۵    | ۱۹   | ۸۴   | ۶۰   | —     | ۰۴۸  | UEFA.com |

## رکورد بازیکنان
| رتبه | بازیکن             | مسابقه |
| ---- | ------------------ | ------ |
| ۱    | خواکین سانچز       | ۵۲۸    |
| ۲    | خوزه رامون اسناولا | ۳۷۸    |
| ۳    | رافائل گوردیو      | ۳۴۳    |
| ۴    | خولیو کاردنیوسا    | ۳۳۷    |
| ۵    | فرانسیسکو لوپز     | ۳۲۸    |
| ۶    | خوان مرینو         | ۳۱۵    |
| ۷    | انتونیو بنیتز      | ۳۰۵    |
| ۸    | خوان خوزه کاناس    | ۳۰۳    |
| ۹    | Rogelio Sosa       | ۳۰۰    |
| ۱۰   | فرانسیسکو بیسکو    | ۲۸۵    |

| رتبه | بازیکن             | گل  |
| ---- | ------------------ | --- |
| ۱    | روبن کاسترو        | ۱۴۸ |
| ۲    | Francisco González | ۱۰۹ |
| ۳    | Manuel Domínguez   | ۹۸  |
| ۴    | هیپولیتو رینکون    | ۹۳  |
| ۵    | Rogelio Sosa       | ۹۲  |
| ۶    | آلفونسو پرز        | ۸۰  |
| ۷    | خورخه مولینا ویدال | ۷۷  |
| ۸    | خواکین سانچز       | ۶۸  |
| ۹    | کوینو سیرا         | ۵۹  |
| ۱۰   | Fernando Ansola    | ۵۴  |